# Ритцель, Тейлор
Тейлор Ритцель (англ. Taylor Ritzel; род. 4 сентября 1988, Орора) — американская гребчиха, выступавшая за сборную США по академической гребле в период 2009—2013 годов. Чемпионка летних Олимпийских игр в Лондоне, двукратная чемпионка мира, победительница многих регат национального и международного значения.

## Биография
Тейлор Ритцель родилась 4 сентября 1988 года в городе Орора, штат Колорадо. Заниматься академической греблей начала в 2006 году во время учёбы в Йельском университете — состояла в университетском гребном клубе «Йель Булдогс», регулярно принимала участие в различных студенческих регатах, в частности в восьмёрках трижды выигрывала чемпионат Национальной ассоциации студенческого спорта.
Впервые заявила о себе на международной арене в 2009 году, выиграв серебряную медаль в восьмёрках на молодёжном мировом первенстве в Рачице. Год спустя на аналогичных соревнованиях в Бресте одержала в той же дисциплине победу.
Первого серьёзного успеха на взрослом международном уровне добилась в сезоне 2010 года, когда вошла в основной состав американской национальной сборной и побывала на чемпионате мира в Карапиро, откуда привезла награду золотого достоинства, выигранную в зачёте распашных рулевых восьмёрок.
В 2011 году в безрульных двойках выиграла бронзовую медаль на этапе Кубка мира в Люцерне, в то время как в восьмёрках победила на мировом первенстве в Бледе, став таким образом двукратной чемпионкой мира по академической гребле.
Благодаря череде удачных выступлений удостоилась права защищать честь страны на летних Олимпийских играх 2012 года в Лондоне. В восьмёрках совместно с Эрин Кафаро, Жужанной Франсия, Эстер Лофгрен, Меган Мусницки, Элеанор Логан, Кэролайн Линд, Кэрин Дэвис и рулевой Мэри Уиппл заняла первое место в финале, обогнав ближайших преследовательниц из Канады более чем на секунду, и тем самым завоевала золотую олимпийскую медаль.
После лондонской Олимпиады Ритцель ещё в течение некоторого времени оставалась в составе гребной команды США и продолжала принимать участие в крупнейших международных регатах. Так, в 2013 году она выступила на этапе Кубка мира в Сиднее, где стала серебряной призёркой в программе восьмёрок.